# Jorge Leiva Urbano
Jorge Leiva Urbano (Chiclayo, 29 de enero de 1981) es un exfutbolista peruano. Jugaba de delantero.

## Selección nacional
Ha sido internacional con la selección de fútbol del Perú en la categoría sub-20. Jugó el Campeonato Sudamericano Sub-20 de 2001, usando la camiseta número 9.

## Clubes
| Club                | País | Año       |
| ------------------- | ---- | --------- |
| América Cochahuayco | Perú | 2000-2001 |
| Atlético Grau       | Perú | 2002      |
| UTC                 | Perú | 2003      |
| Alianza Vallejiana  | Perú | 2004-2005 |
| Atlético Grau       | Perú | 2005      |
| Olimpia             | Perú | 2006      |
| Juan Aurich         | Perú | 2006      |
| Atlético Minero     | Perú | 2007-2008 |
| Inti Gas            | Perú | 2009      |
| Sporting Cristal    | Perú | 2010      |
| Alianza Lima        | Perú | 2010      |
| León de Huánuco     | Perú | 2011      |
| Inti Gas            | Perú | 2012      |
| Los Caimanes        | Perú | 2013      |